# Yale (Oklahoma)
Yale é uma cidade localizada no estado norte-americano de Oklahoma, no Condado de Payne.

## Demografia
Segundo o censo norte-americano de 2000, a sua população era de 1342 habitantes.
Em 2006, foi estimada uma população de 1289, um decréscimo de 53 (-3.9%).

## Geografia
De acordo com o United States Census Bureau tem uma área de
2,4 km², dos quais 2,4 km² cobertos por terra e 0,0 km² cobertos por água. Yale localiza-se a aproximadamente 245 m acima do nível do mar.

## Localidades na vizinhança
O diagrama seguinte representa as localidades num raio de 16 km ao redor de Yale.